# رود پلاوا
رود پلاوا (انگلیسی: Plava) یک رودخانه در استان تولای کشور روسیه است.
طول این رود ۸۹ کیلومتر و حوضه آبریز آن 1880 کیلومتر است. شهر پلافسک در حاشیه این رود قرار داد. 